# 1708
1708 (MDCCVIII) — невисокосний рік.
Епоха великих географічних відкриттів •  Перша наукова революція • Річ Посполита •  Запорозька Січ

## Геополітична ситуація
Османську імперію очолює Ахмед III (до 1730). Під владою османського султана перебувають Близький Схід та Єгипет, Середземноморське узбережжя Північної Африки, частина Закавказзя, значні території в Європі: Греція, Болгарія і Сербія. Васалами османів є Волощина та Молдова.
Священна Римська імперія — наймогутніша держава Європи. Її територія охоплює крім німецьких земель Угорщину з Хорватією, Трансильванію, Богемію, Північну Італію. Її імператор — Йосип I Габсбург (до 1711). Король Пруссії — Фрідріх I (до 1713).
На передові позиції в Європі вийшла Франція, на троні якої сидить король-Сонце Людовик XIV (до 1715). Франція має колонії в Північній Америці та Індії.
Триває Війна за іспанську спадщину. Королівству Іспанія належать Іспанські Нідерланди, південь Італії, Нова Іспанія, Нова Гранада та Нова Кастилія в Америці, Філіппіни. Королем Португалії є Жуан V (до 1750). Португалія має володіння в Бразилії, в Африці, в Індії, в Індійському океані й Індонезії.
Північ Нідерландів займає Республіка Об'єднаних провінцій. Вона має колонії в Північній Америці, Індонезії, на Формозі та на Цейлоні. Королева Британії — Анна Стюарт (до 1714). Британія має колонії в Північній Америці, на Карибах та в Індії. Король Данії та Норвегії — Фредерік IV (до 1730), король Швеції — Карл XII (до 1718). На Апеннінському півострові незалежні Венеціанська республіка та Папська область. у Речі Посполитій королює Станіслав Лещинський, якого підтримує Швеція (до 1709). У Московії царює Петро I (до 1725).
Україну розділено по Дніпру між Річчю Посполитою та Московією. Гетьманом на Лівобережжі був Іван Мазепа, а після його переходу на бік шведів — Іван Скоропадський. На півдні України існує Запорозька Січ. Існують Кримське ханство, Ногайська орда.
В Ірані правлять Сефевіди.
Значними державами Індостану є Імперія Великих Моголів, Імперія Маратха. В Китаї править Династія Цін. У Японії триває період Едо.

## Події
Триває Війна за іспанську спадщину. У Московському царстві продовжується Булавінське повстання.
Основні події Північної війни відбуваються на території України.

### В Україні
- Гетьман Іван Мазепа перейшов на сторону шведського короля Карла ХІІ.
- Новим гетьманом цар призначив Івана Скоропадського.
- Батуринська трагедія — 13 листопада російські війська під керівництвом Олександра Меншикова захопили та знищили гетьманську столицю Батурин, вирізавши всіх мешканців.
- Київ став центром Київської губернії Російської імперії. Російська губернська канцелярія розташувалася на Печерську.
- Кость Гордієнко — кошовий отаман Запорозької Січі.

### У світі
- Негусом Ефіопії став Тевофлос.
- Шахуджі став чхатрапаті держави маратхів.
- Претендент на трон Джеймс Френсіс Едвард Стюарт при підтримці французького флоту спробував висадитися в Шотландії, але невдало.
- Анна Стюарт наклала вето на прийнятий парламентом Scottish Militia Bill. Це було востаннє, коли парламентське рішення відхилив британський монарх.
- 3 серпня армія куруців зазнала поразки у битві під містом Тренчин. Ця поразка фактично вирішила долю визвольної війни угорського народу.
- Велика Північна війна:
  - Карл XII пішов у похід на Московію.
  - 12-тисячний летючий корпус Петра I розбив 16-тисячний шведський корпус генерала Адама Людвіга Левенгаупта у битві під Лісною.
  - Карл XII повернув на терени України, де до нього приєдналися сили Івана Мазепи.
- Війна за іспанську спадщину:
  - 11 липня сили союзників під проводом герцога Мальборо завдали поразки французам у битві при Уденарді.
  - 18 серпня британці захопили Менорку.
  - 12 жовтня британці захопили Лілль.
- 7 жовтня від руки афганського вбивці загинув гуру Гобінд Сінгх. Почалося повстання сикхів, яке очолив Банда Сінґх Бахадур.

### Наука і культура
- У Лондоні завершилося будівництво Собору Святого Павла.
- У Дрездені перевідкрили спосіб виробництва порцеляни.
- Йоганн Себастьян Бах отримав призначення камерного музиканта та органіста у Веймарі.

## Народились
див. також Категорія:Народились 1708
- Помпео Батоні — італійський художник 18 століття перехідної доби від італійського бароко до класицизму.
- Анна Петрівна — російська велика княжна, дочка Петра I і Катерини Олексіївни; мати Петра III.
- Митрополит Гавриїл — український релігійний діяч на території Гетьманщини, Татарстану та Естонії.
- Френсіс Хейман — британський актор, сценограф, художник і ілюстратор доби англійського рококо.

## Померли
див. також Категорія:Померли 1708
- Секі Такакадзу — японський математик періоду Едо. Засновник японської математичної школи.
- Жуль Ардуен-Мансар — придворний архітектор Людовика XIV, один з найвизначніших представників стилю бароко у французькій архітектурі.
- Кіндра́т Була́він — керівник козачого повстання на Дону.
- Ґобінд Сінґх — 10-й гуру сикхів, військовий діяч, поет.
- Джованні Венероні — французький лінгвіст і граматик.